# Моисеево (Башкортостан)
Моисе́ево (баш. Моисеев) — село в Благоварском районе Республики Башкортостан Российской Федерации. Входит в состав Алексеевского сельсовета.

## География

### Географическое положение
Находится на левом берегу реки Кармасан.
Расстояние до:
- районного центра (Языково): 32 км,
- центра сельсовета (Пришиб): 3 км,
- ближайшей ж/д станции (Благовар): 48 км.

## Население
| 2002 | 2009 | 2010 |
| ---- | ---- | ---- |
| 1    | ↗8   | ↘7   |

Национальный состав
Согласно переписи 2002 года, преобладающая национальность — татары (100 %).